# Vladimir Antipov
Pour les articles homonymes, voir Antipov.
Vladimir Borissovitch Antipov - en russe : Владимир Борисович Антипов (Vladimir Borisovič Antipov) - (né le 14 janvier 1978 à Apatity en URSS) est un joueur professionnel russe de hockey sur glace. Il évolue au poste d'ailier.

## Biographie

### Carrière en club
En 1996, il commence sa carrière avec le Lokomotiv Iaroslavl. Il est choisi au cours du repêchage d'entrée 1996 dans la Ligue nationale de hockey par les Maple Leafs de Toronto en 4e ronde, en 103e position. L'équipe remporte la Superliga 1997. En 1998, il part en Amérique du Nord et assigné aux Maple Leafs de Toronto de la Ligue américaine de hockey. De retour à Iaroslavl, il ajoute à son palmarès la Superliga 2002 et 2003. En 2006, il signe au Salavat Ioulaïev Oufa qui décroche son premier titre national en 2008. Il remporte la Coupe Gagarine 2011 avec le Salavat Ioulaïev Oufa.

### Carrière internationale
Il a représenté la Russie au niveau international.

## Trophées et honneurs personnels
- Superliga
  - 2001 : participe au Match des étoiles avec l'équipe Ouest.
  - 2002 : participe au Match des étoiles avec l'équipe Ouest.
  - 2007 : participe au Match des étoiles avec l'équipe Est.

## Statistiques

### En club
| Saison    | Équipe                          | Ligue     |    | Saison régulière | Saison régulière | Saison régulière | Saison régulière | Saison régulière |    | Séries éliminatoires | Séries éliminatoires | Séries éliminatoires | Séries éliminatoires | Séries éliminatoires |
| Saison    | Équipe                          | Ligue     | PJ | B                | A                | Pts              | Pun              | PJ               | B  | A                    | Pts                  | Pun                  |                      |                      |
| 1996-1997 | Torpedo Iaroslavl               | Superliga | 27 | 6                | 4                | 10               | 22               |                  |    |                      |                      |                      |                      |                      |
| 1997-1998 | Torpedo Iaroslavl               | Superliga | 41 | 9                | 3                | 12               | 57               |                  |    |                      |                      |                      |                      |                      |
| 1998-1999 | Torpedo Iaroslavl               | Superliga | 42 | 7                | 13               | 20               | 30               | 10               | 2  | 2                    | 4                    | 10                   |                      |                      |
| 1999-2000 | Stingrays de la Caroline du Sud | ECHL      | 4  | 0                | 4                | 4                | 2                | --               | -- | --                   | --                   | --                   |                      |                      |
| 1999-2000 | Maple Leafs de Saint-Jean       | LAH       | 45 | 6                | 7                | 13               | 14               | --               | -- | --                   | --                   | --                   |                      |                      |
| 1999-2000 | Ice Dogs de Long Beach          | LIH       | 16 | 3                | 3                | 6                | 18               | 1                | 0  | 0                    | 0                    | 0                    |                      |                      |
| 2000-2001 | Maple Leafs de Saint-Jean       | LAH       | 9  | 1                | 1                | 2                | 2                | --               | -- | --                   | --                   | --                   |                      |                      |
| 2000-2001 | Lokomotiv Iaroslavl             | Superliga | 22 | 5                | 4                | 9                | 54               |                  |    |                      |                      |                      |                      |                      |
| 2001-2002 | Lokomotiv Iaroslavl             | Superliga | 49 | 8                | 12               | 20               | 46               |                  |    |                      |                      |                      |                      |                      |
| 2002-2003 | Lokomotiv Iaroslavl             | Superliga | 50 | 14               | 15               | 29               | 42               | 10               | 4  | 3                    | 7                    | 6                    |                      |                      |
| 2003-2004 | Lokomotiv Iaroslavl             | Superliga | 50 | 13               | 12               | 25               | 32               | 3                | 0  | 0                    | 0                    | 0                    |                      |                      |
| 2004-2005 | Lokomotiv Iaroslavl             | Superliga | 58 | 18               | 21               | 39               | 65               | 7                | 0  | 1                    | 1                    | 4                    |                      |                      |
| 2005-2006 | Lokomotiv Iaroslavl             | Superliga | 44 | 14               | 19               | 33               | 20               | 10               | 2  | 5                    | 7                    | 10                   |                      |                      |
| 2006-2007 | Salavat Ioulaïev Oufa           | Superliga | 53 | 21               | 22               | 43               | 32               | 6                | 1  | 2                    | 3                    | 0                    |                      |                      |
| 2007-2008 | Salavat Ioulaïev Oufa           | Superliga | 51 | 14               | 15               | 29               | 70               | 16               | 5  | 3                    | 8                    | 18                   |                      |                      |
| 2008-2009 | Salavat Ioulaïev Oufa           | KHL       | 49 | 20               | 15               | 35               | 26               | 4                | 1  | 0                    | 1                    | 0                    |                      |                      |
| 2009-2010 | Salavat Ioulaïev Oufa           | KHL       | 56 | 11               | 20               | 31               | 45               | 15               | 4  | 3                    | 7                    | 27                   |                      |                      |
| 2010-2011 | Salavat Ioulaïev Oufa           | KHL       | 49 | 11               | 14               | 25               | 22               | 18               | 3  | 1                    | 4                    | 6                    |                      |                      |
| 2011-2012 | Traktor Tcheliabinsk            | KHL       | 54 | 10               | 17               | 27               | 14               | 10               | 7  | 1                    | 8                    | 2                    |                      |                      |
| 2012-2013 | Traktor Tcheliabinsk            | KHL       | 43 | 8                | 10               | 18               | 12               | 25               | 3  | 7                    | 10                   | 2                    |                      |                      |
| 2013-2014 | Severstal Tcherepovets          | KHL       | 34 | 4                | 8                | 12               | 12               | -                | -  | -                    | -                    | -                    |                      |                      |
| 2014-2015 | HK CSKA Sofia                   | CC        | 3  | 2                | 0                | 2                | 2                | -                | -  | -                    | -                    | -                    |                      |                      |

### En équipe nationale
| Année | Compétition                 |   | PJ | B | A | Pts | Pun                |  | Résultats |
| 1996  | Championnat d'Europe junior | 5 | 5  | 2 | 7 | 0   | Médaille d'or      |  |           |
| 1997  | Championnat du monde junior | 6 | 1  | 1 | 2 | 0   | Médaille de bronze |  |           |
| 2002  | Championnat du monde        | 9 | 1  | 2 | 3 | 2   | Médaille d'argent  |  |           |
| 2003  | Championnat du monde        | 7 | 1  | 3 | 4 | 2   | Cinquième place    |  |           |
| 2004  | Championnat du monde        | 6 | 0  | 1 | 1 | 0   | Dixième place      |  |           |
| 2005  | Championnat du monde        | 7 | 0  | 1 | 1 | 2   | Médaille de bronze |  |           |